# Patis å
Patis å (finska: Paattistenjoki), vid mynningen Vähäjoki eller Lillån, är ett vattendrag i Åbo i landskapet Egentliga Finland. Ån flyter upp i Patis och flyter ut i Aura å i Korois. Udden mellan åarna var Finlands biskops säte under 1200-talet.